# Louisa Ghijs
Ludovica "Louisa" Ghijs (ur. 19 marca 1902, zm. 18 lipca 1985) – belgijska aktorka teatralna oraz śpiewaczka operowa. Była pierwszą żoną holenderskiego aktora Johanesa Heestersa. Ghijs poznała Heestersa w 1928, dwa lata później wzięli ślub.